# The King of Limbs
The King of Limbs és el vuitè àlbum d'estudi de la banda britànica Radiohead. Fou autopublicat el 18 de febrer de 2011 via descàrrega digital en format MP3 i WAV, i posteriorment com a CD i vinil de 12". El títol del disc es refereix probablement a un roure de Savernake Forest, Wiltshire, que té aproximadament un miler d'anys (The King of Limbs, en català el rei de les branques).
Després del minuciós procés d'enregistrament que van dur a terme per In Rainbows (2007), Radiohead va realitzar un procés molt més espontani per portar a terme el nou treball, i fins i tot realitzant sampling dels seus propis temes. La banda va donar molt poca informació del nou disc, fins i tot la llista de cançons, fins poc abans de la publicació i no van discutir cap detall amb els mitjans de comunicació passat més de mig any. Com a Kid A (2000), no es va extreure cap senzill de l'àlbum i només es va llançar un videoclip de la cançó "Lotus Flower". L'opinió de la crítica fou força positiva però no tan unànime com amb In Rainbows. Tant el disc com "Lotus Flower" foren nominats a diversos premis però sense cap guardó destacat finalment.
La publicació del disc fou seguida amb el llançament de l'àlbum de remescles TKOL RMX 1234567 i l'àlbum de vídeos en directe de The King of Limbs – From the Basement.

## Informació
Aquest treball fou enregistrat bàsicament a Los Angeles, com havien fet anteriorment amb Hail to the Thief (2003), i probablement a casa de l'actriu Drew Barrymore, ja que apareix el seu nom en els agraïments del disc. El procés de gravació va ser molt diferent al que havien realitzat en els darrers treballs, molt més espontani i relaxat, ja que la gravació de In Rainbows fou molt esgotadora i es van proposar no tornar-ho a repetir.
Per aquest treball van decidir fer un pas més endavant i donar la mateixa importància als ordinadors que a la guitarra. Així doncs, en lloc d'agafar la guitarra i començar a escriure seqüències d'acords, van asseure's davant de la pantalla per començar a jugar, programar i experimentar com nens en una llar d'infants. Després de diverses setmanes d'experimentació van generar multitud de músiques, llavors Yorke hi afegia algunes lletres i finalment apareixia la melodia. El resultat d'aquesta etapa fou unes vuit cançons sobre uns 37 minuts de música, però ells consideraven que la durada ideal de l'àlbum havia d'estar sobre els 40 minuts. Tanmateix, finalment van considerar que aquest era l'estat al qual havia arribat la banda, i si no havien produït res més representatiu d'aquest treball, era millor no afegir cap pedaç artificial i així el van publicar. Dues cançons enregistrades en les mateixes sessions no van ser incloses en l'àlbum ("Supercollider" i "The Butcher") però si llançades el 16 d'abril de 2011, coincidint amb el Record Store Day, i posteriorment es van posar a disposició del públic mitjançant descàrrega digital gratuïta prèvia compra de The King of Limbs en el web oficial del grup.
El disseny artístic de l'àlbum fou a càrrec de Yorke i Stanley Donwood, que treballava amb Radiohead des del disc The Bends l'any 1995. Està influït pels contes de fades del nord d'Europa associats amb la natura i els boscos. Com totes les seves col·laboracions amb el grup, Donwood va treballar en el disseny mentre Radiohead realitzava l'enregistrament de l'àlbum per tal d'inspirar-se. També van crear una edició especial "diari" del disc pel qual, Radiohead i Donwood foren nominats als premis Grammy per a la millor presentació d'edició especial.
Radiohead va anunciar el 14 de febrer de 2011 la publicació de The King of Limbs només cinc dies després. El bloc de la banda (titulat Dead Air Space) va publicar un dia abans la cançó "Lotus Flower" junt a un videoclip disponible al seu canal de YouTube. L'àlbum estigué disponible des del web oficial del grup en format MP3 i WAV, i lliure de DRM. Els clients també podien reservar una "edició diari" especial de l'àlbum que va poder adquirir a partir del 9 de maig de 2011. Aquesta edició especial contenia dos discs de vinil amb fundes especials entre altres objectes. Per tal de promocionar el llançament de The King of Limbs, Radiohead va distribuir un diari-senzill gratuït amb el títol de The Universal Sigh el 28 de març de 2011. Tot el diari, tant la composició artística, la poesia, les lletres i les històries, va ser realitzat per Stanley Donwood, Jay Griffiths i Robert Macfarlane. El mateix Donwood com Yorke van distribuir algunes còpies de The Universal Sigh personalment pels seguidors en els carrers de Londres. El juny de 2011, la banda va anunciar una sèrie de remescles de les cançons que finalment es van compilar en l'àlbum de remescles TKOL RMX 1234567. El juliol de 2011 es va emetre la interpretació en directe de l'àlbum i el desembre es va llançar en format DVD i Blu-ray amb el títol de The King of Limbs − From The Basement.
The King of Limbs va debutar al número sis de la llista estatunidenca Billboard 200 i la setmana següent va escalar fins a la tercera. Al Regne Unit va debutar en la setena de la llista UK Albums Chart. Cal destacar que de la versió en vinil se'n van vendre més de 20.000 còpies al Regne Unit durant la primera meitat de 2011, gairebé un 12% de tots els vinils venuts durant aquest període.
El disc va rebre crítiques molt positives, arribant a l'excel·lent en alguns mitjans i destacant-lo com un dels millors àlbums de l'any. Posteriorment fou nominat en cinc categories en la 54a edició dels premis Grammy: millor àlbum alternatiu, millor presentació en caixa o edició especial limitada, millor videoclip curt, millor interpretació rock i millor cançó rock, les tres darreres per la cançó "Lotus Flower". En cap de les categories fou premiat finalment.

## Llista de cançons
Totes les cançons foren escrites i compostes per Radiohead. 
| Núm.          | Títol               | Durada |
| ------------- | ------------------- | ------ |
| 1.            | «Bloom»             | 5:15   |
| 2.            | «Morning Mr Magpie» | 4:41   |
| 3.            | «Little by Little»  | 4:27   |
| 4.            | «Feral»             | 3:13   |
| 5.            | «Lotus Flower»      | 5:01   |
| 6.            | «Codex»             | 4:47   |
| 7.            | «Give Up the Ghost» | 4:50   |
| 8.            | «Separator»         | 5:20   |
| Durada total: | Durada total:       | 37:24  |

## Posició en llistes
| Llista (2011) | Posició |
| ------------- | ------- |
| Alemanya      | 13      |
| Austràlia     | 2       |
| Canadà        | 5       |
| Espanya       | 10      |
| Estats Units  | 3       |
| França        | 8       |
| Itàlia        | 8       |
| Japó          | 3       |
| Regne Unit    | 7       |

## Personal
Radiohead
- Colin Greenwood
- Jonny Greenwood
- Ed O'Brien
- Phil Selway
- Thom Yorke (també acreditat com "Zachariah Wildwood" pel disseny artístic i l'embalatge)

Personal addicional
- Yazz Ahmed – fliscorn a "Bloom" i "Codex"
- Drew Brown – enginyeria addicional
- Bryan Cooke – assistència addicional
- Stanley Donwood – direcció artística i embalatge (acreditat com "Donald Twain")
- Nigel Godrich – producció, enginyeria
- Noel Langley – fliscorn a "Bloom" i "Codex"
- Bob Ludwig – masterització
- Darrell Thorp – assistència addicional
- The London Telefilmonic Orchestra, liderada per Levine Andrade i dirigida per Robert Ziegler – instruments de corda a "Codex"